# Бикешти (Вранча)
Бикешти (рум. Bichești) насеље је у Румунији у округу Вранча у општини Богешти. Oпштина се налази на надморској висини од 264 m.

## Становништво
Према подацима из 2002. године у насељу је живело 211 становника, од којих су сви румунске националности.